# Poudrière de Cayenne
La Poudrière de Cayenne est un monument historique de Guyane situé dans la ville de Cayenne.
Le site est inscrit monument historique par arrêté du 10 avril 1989.